# Паровоз системы Ферли
Паровоз системы Ферли — сочленённый танк-паровоз, экипажная часть которого состоит из двух независимых, не соединённых между собою тележек. Различают двойной Ферли — классическая схема, — где оси каждой из тележек являются движущими, и одинарный Ферли, у которого движущие оси расположены только на одной из тележек, а вторая оборудована поддерживающими осями. Назван по фамилии шотландского инженера Роберта Френсиса Ферли (Robert Francis Fairlie; 1830 или 1831—1885), взявшего в 1864 г. патент на локомотив этой конструкции.
Классический, двойной, Ферли является симметричным паровозом: от будки машиниста в обе стороны отходят два котла, оборудованные дымовыми трубами и сухопарниками, на каждой из двух тележек располагается по паре цилиндров, вдоль каждого из котлов устанавливаются водяные и топливные танки. Первоначально оба котла обслуживала одна топка, разделявшая будку машиниста на две части так, что машинист при движении оказывался в одной её части, а кочегар — в другой. Позже каждый из котлов получил собственную, отдельную, топку, но будка всё равно осталась разделённой на две половины.
Одинарный Ферли — несимметричен: у него один котёл и одна будка машиниста, за которой может располагаться угольный ящик. Единственным существенным сходством с двойным Ферли являются две тележки, составляющие экипажную часть. Но если у двойного Ферли обе тележки оборудованы ведущими осями и, соответственно, рабочими цилиндрами, то у одинарного Ферли ведущей является только одна тележка — передняя. Задняя тележка, расположенная под будкой машиниста, — поддерживающая. В этом одинарный Ферли отличается и от более позднего — по времени возникновения — паровоза системы Мейера, который покоится на двух ведущих тележках, как и двойной Ферли, но также как Ферли одинарный, не симметричен.
Ареалы использования двойного и одинарного Ферли несколько различаются. Двойной Ферли оказался популярен в континентальной Европе и в Мексике, одинарный — в Сев. Американских Соед. Штатах. Англия и её колонии использовали оба типа приблизительно в одинаковой пропорции.

## Предыстория
Первые симметричные паровозы появились задолго до Ферли — в 1832 г. — на американской железной дороге Charleston & South Carolina Rail Road. Как и Ферли, они базировались на двух тележках с движущими осями, имели два котла, объединённые единой топкой посередине, и так же расположенную посередине будку машиниста. В отличие от Ферли, они оборудовались двумя цилиндрами вместо четырёх — по одному на каждую тележку. Если судить по скудности данных об этих машинах, их использование было не слишком успешным.
Следующая попытка создать симметричный локомотив была предпринята только через 19 лет — в 1851 г. бельгийский завод Cockerill выпустил паровоз Seraing для горной Земмерингской дороги в Австрии. Seraing был практически во всём похож на Ферли, отличаясь от последнего расположением сцепных устройств — упряжь монтировали не на тележках, а на жёсткой раме. Паровоз понравился — занял 3-е место изо всех предоставленных для испытаний образцов, — и был принят в эксплуатацию. Однако, служить долго ему не пришлось: сказалось несовершенство подвижных паропроводов, питавших цилиндры. Они пропускали пар в местах соединений, и в скором времени паровоз был отставлен от тяговой работы. В связи с этим завод Cockerill, разочаровавшийся в сочленённых локомотивах, более их не проектировал.

## Первые Ферли
Идею сочленённого симметричного паровоза подхватил в 1864 г. шотландский инженер Роберт Ф. Ферли (англ. Robert Francis Fairlie). Будучи предприимчивым британцем, он взял патент на локомотив этого типа, сделав акцент на наиболее полном и эффективном использовании сцепного веса — масса воды и топлива плюсовалась к массе самого локомотива, — и симметричности паровоза, позволявшей обходиться без поворотных устройств на конечных станциях. Кроме того, поворотные тележки экипажной части позволяли хорошо проходить кривые малого радиуса.
В 1865 г. на заводах своего тестя, Джорджа Ингланда («George England & Co.»), Ферли построил свой первый паровоз, названный «Пионером». «Пионер» и однотипные паровозы поступили в 1865-66 гг. на угольную линию между Нитом и Бреконом в Уэльсе (Neath and Brecon Railway). Опыт их эксплуатации оказался неудачным. Таким же неудачным стало использование паровозов Ферли на узкоколейной (1067 мм) Квинслендской дороге (Queensland Railways) в Австралии. Обе дороги — и Neath and Brecon Railway, и Queensland Railways — вернули в итоге локомотивы производителю, и только в 1869 г. Роберт Ферли со своими локомотивами сумел добиться успеха.
Это произошло на Фестиниогской узкоколейной (597 мм) дороге (Ffestiniog Railway) в Южном Уэльсе. В октябре 1863 г. дорога перевела движение на паровую тягу, а через два года официально объявила о начале пассажирских перевозок. По линии курсировало 6 грузо-пассажирских поездов, товарные вагоны которых перевозили сланцы. Из-за сложного рельефа — пути проходили по горной местности, характерной для Уэльса — работа тендерных локомотивов оказалась неэффективной, и паровозы системы Ферли стали для дороги настоящей находкой.
Летом 1869 г. заводы Джорджа Ингланда поставили ей 6 локомотивов — по количеству эксплуатируемых составов, — в числе которых был и паровоз Ферли. Роберт Ферли не отличался излишней скромностью и назвал этот паровоз «Маленькое Чудо» (Little Wonder). «Маленькое чудо» оправдало своё название, вызвав восторг у членов правления дороги, ибо помимо уже названных достоинств, паровоз обладал ещё одним — чрезвычайно важным при работе на узкой колее: топка располагалась не между колёсами, а за ними, что позволяло делать её широкой, тем самым увеличивая парообразование и, соответственно, мощность паровой машины.
В том же 1869 г. Джордж Ингланд удалился от дел, а в следующем, 1870 г., «George England & Co.» прекратила выпуск локомотивов. Роберт Ферли открыл собственную компанию — «Fairlie Engine & Rolling Stock Co.», — но производство не возобновил, а занялся инженерным проектированием и продажей лицензий на локомотивы своей конструкции. Для испытаний и рекламы он использовал Фестиниогскую дорогу, которой взамен предоставил бессрочную лицензию на эксплуатацию паровозов Ферли.
Первая серия испытаний проводилась с 18 сентября 1869 г. по 8 июля 1870 г. в несколько этапов. Одним из самых важных для судьбы паровозов Ферли оказался показ, состоявшийся 11 февраля 1870 г.: на нем присутствовали представители Мексики и России — стран, ставших впоследствии крупными заказчиками этих локомотивов. Русских инженеров было, как минимум, 10 человек, и их оценка позволила Ферли продать лицензию на свои паровозы Тамбово-Саратовской и Поти-Тифлисской железным дорогам.
На Фестиниогской дороге паровозы Ферли использовали до 1933 г., когда обанкротилась ранее объединённая с нею «Валлийская нагорная железная дорога». И хотя Фестиниогская дорога не последовала за своей компаньонкой, трудности её не миновали. В связи с появлением новых строительных материалов в 1920-х гг. спрос на сланцы упал: их добыча уменьшалась с каждым годом и, соответственно, уменьшалось движение по «сланцевой» дороге. Появившиеся в тех же 1920-х гг. тепловозы позволили значительно уменьшить издержки перевозчиков и паровая тяга стала невыгодной. Паровозы Ферли были сняты с линии — вплоть до возрождения на ней пассажирского движения в 1955 г.

## Ферли в странах мира

### Россия
Паровозы системы Ферли были заказаны русскими дорогами почти немедленно после демонстрации 1870 г. В следующем, 1871 г., первая партия поступила на Тамбово-Саратовскую дорогу, где проработала до 1887 г., а в 1872 г. паровозы Ферли начали водить поезда на Поти-Тифлисской дороге — на Сурамском перевале, известном тяжёлым профилем рельсового пути. Первоначально локомотивы были иностранного производства — английскими и германскими, — но уже через 11 лет, в 1883 г., их выпуск освоили на Коломенском заводе.
По классификации 1912 г. все русские Ферли были объединены в серию Ф и прослужили в разном качестве — как магистральные и как вспомогательные (толкачи) — на Поти-Тифлисской (тогда уже Закавказской) железной дороге до середины 30-х гг. В 1934 г. их начали сменять первые советские электровозы — «сурамские» и серии ВЛ19.

### Мексика
В Мексике паровозы Ферли появились в том же 1871 г., что и в России. В это время полным ходом шло строительство Мексиканской железной дороги (Ferrocarril Mexicano), начатое англичанами ещё 1864 г. во время совместного франко-испано-британского вторжения и прервавшееся с изгнанием интервентов в 1867. Окончательно дорога была открыта 1 января 1873 г., но участок Кордова — Бокка дель Монтре, куда предназначались Ферли, к 1871 г. уже функционировал.
Участок был сложнейшего профиля: от Кордовы железная дорога взбиралась на высоту 2415 м и переваливала через Вулканическую сьерру возле высочайшего в Мексике пика Орисаба. Три первых Ферли постройки завода Авонзид пришлись здесь как нельзя кстати и очень понравились правлению дороги, что окончательно определило судьбу паровозов этой системы в Мексике: до электрификации линии в начале XX в. в Англии было заказано не менее 50-и Ферли.
Мексиканские Ферли оказались самыми большими в мире. Самые тяжёлые из них, будучи шестиосными (0-3-0—0-3-0), весили по разным данным от 102 до 125 т. На самом деле, самый крупный мексиканский Ферли, построенный заводом Вулкан в 1911 г., имел массу в 140 т. (309,12 фунтов). Для сравнения: самые мощные русские Ферли постройки Коломенского завода весили около 90 т.

### США
В Соединённых Штатах первый Ферли появился в 1871 г. Это был двойной Ферли «Янус» (Janus), типа 0-3-0—0-3-0, постройки Мейсона. Паровоз предназначался для Центральной Тихоокеанской дороги (Central Pacific Railroad), которая ныне представляет собою часть «Юнион Пасифик» (Union Pacific Railroad), но на испытания поступил на линию между Бостоном и Олбани (Boston and Albany Railroad). В конце концов паровоз продали для использования на горной Lehigh Valley Railroad, что возле Уилкс-Барре, куда приходило сразу семь железных дорог. «Янус» не понравился — по мнению американцев, его трудно было отапливать, — и другие попытки строить двойные Ферли в США были оставлены. Паровоз прослужил до 1877 г. и был снят с поездной службы.
Однако, Роберту Ферли удалось продать в Америку паровоз «Альпинист» (Mountaineer), ранее возвращённый ему Neath and Brecon Railway. Его приобрела узкоколейная дорога (914 мм) «Denver and Rio Grande Railroad». Дорога, начатая постройкой в 1870 г., быстро росла, пересекая каньоны и горные реки центральной части США, и поднимаясь на значительные высоты — первой высокогорной отметкой на её пути стал Ратонский перевал (2388 м) близ одноимённого города Ратона. Ферли, поступивший на линию, был не столь велик, как мексиканские или русские паровозы этой конструкции — его осевая формула выражалась как 0-2-0—0-2-0, и по размерам он был близок к своим прототипам, работавшим на Фестиниогской дороге.
Однако, двойным Ферли не было суждено завоевать рынок США — это сделали одинарные Ферли, выпуск которых в Массачусетсе наладил Вильям Мейсон (William Mason). С 1871 по 1890 гг. его компания, в 1873 г. получившая название «Mason Machine Works», построила около 146-и одинарных Ферли, которые известны в Соединённых Штатах как Ферли Мейсона или Грузовики Мейсона (Mason Bogies). В английской железнодорожной терминологии bogie имеет ещё одно значение, помимо русской тележки — это truck (грузовик). Ради благозвучия термин Mason Bogie следует переводить именно как Грузовик Мейсона, хотя в оригинале имеет место игра слов.
Ферли Мейсона прижились на равнинных дорогах с узкой колеёй, где хороший сцепной вес не являлся значимым параметром, но требовалась широкая топка для увеличения парообразования и поддержания высоких скоростей — чтобы паровоз успевал готовить пар и не «выдыхался». Самыми значительными заказчиками оказались три узкоколейных дороги (все с колеёй в 914 мм): пригородная «Boston, Revere Beach & Lynn Railroad» — 32 локомотива, «Denver, South Park and Pacific Railroad» с товарно-пассажирским движением — 23 локомотива, и «New York and Manhattan Beach Railroad» — 17 локомотивов. На первой из них Ферли Мейсона работали вплоть до 1928 г., когда линию электрифицировали. Дорога постоянно пополняла свой локомотивный парк паровозами этой конструкции — когда перестали существовать «Mason Machine Works», Ферли Мейсона заказывались другим производителям. Последняя партия этих локомотивов поступила на линию в 1914 г.

### Англия и её колонии
В Англии паровозы Ферли редко использовались за пределами Уэльса. Одним из немногих исключений явилась линия между Суиндоном и Мальборо (Swindon Marlborough & Andover Railway) в Вильтшире, купившая в 1882 г. четыре одинарных Ферли постройки 1878 г. Дорога пользовалась стефенсоновской колеёй (1435 мм), и локомотивы оказались единственными Ферли в Англии, приспособленными для этой колеи — остальные британские Ферли были узкоколейными. Те же четыре Ферли оказались первыми в Англии паровозами, на которых устанавливался парораспределительный механизм Вальсхарта — до них этот механизм использовался только в США, тоже на одинарных Ферли, но Мейсона.
В отличие от метрополии, английские колонии в обоих полушариях приобретали двойные и одинарные Ферли довольно активно. В 1872 г. двойные Ферли постройки завода Авонзид поступили на канадские линии, вступившие в строй возле Торонто годом раньше — в конце 1871. Это были дороги с узкой, капской, колеёй (1067 мм): «Toronto, Grey and Bruce Railway» — из Торонто в графства Грей и Брюс, — и «Toronto and Nipissing Railway» — до озера Ниписсинг. Локомотивы прослужили 11 лет и были отставлены от работы после окончательной перешивки линий на стефенсоновскую колею в 1883 г.
В том же 1872 г. двойные Ферли начали поступать на железные дороги Новой Зеландии, только что перешитые на ставшую «национальной» капскую колею. Им было предназначено водить поезда на короткой — примерно в 15 км — линии, соединяющей Данидин в регионе Отаго с Портом Чалмерсом. Паровозы причислили к классу Е, который пополнили в 1875 г. еще шестью машинами, но уже с парораспределением Вальсхарта. Локомотивы прослужили на портовой ветке до 1906 г. и были заменены паровозами Маллета. Два двойных Ферли выпуска 1874 г., также поступившие на дороги Новой Зеландии, но работавшие в других регионах, составили класс В. Однако наиболее многочисленными здесь оказались одинарные Ферли, разделённые на два класса — R и S. Первые из них — и составившие класс R — прибыли из Англии в 1880 г. и начали водить поезда на дорогах, обслуживающих Веллингтон. Вторая партия, поступившая в 1881-82 гг., составила класс S и начала службу в регионе Вонгануи. В конце 1880-х правление дорог Вонгануи, недовольное многочисленными поломками Ферли S-класса, избавилось от них, продав локомотивы железным дорогам Тасмании. Остальные паровозы Ферли оказались весьма удобными на линиях, изобиловавших кривыми малого радиуса, значительными уклонами и большим числом мелких станций и полустанков.
В Австралии, помимо Тасмании, Ферли работали на относительно короткой — около 50-и км — и ныне закрытой линии между городами Джеральтон и Нортгемптон. Линия была частью первой дороги, построенной австралийским правительством в 1879 г. и соединившей Джеральтон с расположенной севернее Эджейной.
Отдельные Ферли использовались на колониальных дорогах в Юго-Восточной Азии, там, где ландшафты были холмистыми и железная дорога имела сложный путевой профиль. Такой была Бирманская дорога, южную часть которой англичане так и не достроили — холмистые джунгли и многочисленные реки делали строительство слишком дорогим. Ферли работали в её северной, законченной части, которая была столь же сложна в смысле крутых кривых и многочисленных подъёмов.

### Франция
В континентальной Европе паровозы системы Ферли распространения не получили — даже в горных местностях, где предпочитали прокладывать зубчатые железные дороги. Исключение составили Саксонские Ферли в Германии и Ферли, построенные во Франции в 1906 г. для военных железных дорог. Инициатором создания последних был артиллерийский капитан Пешо, по имени которого они и получили своё название: Пешо-Бурдон (Péchot-Bourdon). Локомотивы с осевой формулой 0-2-0—0-2-0 явились своего рода возвращением к первоначальной конструкции Ферли: на них монтировали единую для обоих котлов топку. Пешо-Бурдоны предназначались для работ на узкой колее (600 мм) и обслуживания крепостной и полевой артиллерий. Паровозы оказались удачными, и во время Первой мировой войны к довоенным 52-м экземплярам прибавилось ещё 280, но уже американской постройки — завода Балдвин (Baldwin Locomotive Works) и 15 — английской.

### Германия
В Германии Ферли появились в 1886 г. на узкоколейных (750 мм) дорогах Саксонии, которые, начиная с 1881 г., активно строили в дополнение к и так достаточно густой железнодорожной сети со стандартной, стефенсоновской, колеёй. Узкоколейные дороги прокладывали по сложной местности — горной, со множеством рек и ветвистых горных долин. Памятуя об успешном использовании Ферли в горных местностях Уэльса, в 1885 г. Саксония заказала в Англии два двойных Ферли, которые прибыли в королевство на следующий год. Их причислили к классу K II (с 1900 г. — II K). Паровозы прослужили до 1909 г., но постоянно вызывали нарекания паровозных бригад из-за неудобной будки — тесной от заполнявших её двух топок.
Однако нужда в компактных и, одновременно, мощных локомотивах осталась и в 1902 г. Саксонские Королевские железные дороги заказали еще три двойных Ферли. Но уже не англичанам, а собственным производителям — Саксонской Механической фабрике (Sächsische Maschinenfabrik), расположенной в Хемнице. Построенные локомотивы были классическими двойными Ферли во всём, за исключением расположения цилиндров: их устанавливали не в передней части тележек, а в задней, что делало паровозы похожими на паровозы системы Майера. Построенные машины отнесли к классу I M.
К концу Второй мировой войны из трёх Ферли I M уцелели два. Третий в 1942 г. перевезли в Грецию, погрузили на транспортное судно и отправили в Крым — обслуживать военные дороги Вермахта на полуострове. Судно с паровозом на борту было торпедировано подводной лодкой — видимо, британской — и затонуло в Средиземном море.

## Достоинства и недостатки
Будучи танк-паровозами, Ферли естественным образом обладают всеми достоинствами и недостатками танк-паровозов. Однако, есть преимущества и ограничения, присущие именно этому классу паровозов. К преимуществам следует отнести:
- Возможность устанавливать более широкую и мощную топку, чем на других локомотивах — и тендерных, и танковых. Поскольку топка располагается между ведущими тележками (а у одинарных Ферли — между ведущей тележкой и поддерживающей), конструктор не обязан вписать её в межколёсное пространство и, соответственно, сузить. Она может быть настолько широка, насколько позволяют общие габариты железной дороги-заказчика. На отечественных дорогах эта особенность не является особо значимой, ибо русская колея из-за своей ширины (1524 мм) предоставляет довольно много свободного межколёсного пространства, но узкоколейные линии за возможность иметь широкую топку ухватились. Особенно, если учесть, что Ферли были первыми локомотивами, такую возможность предоставившими.
- Хорошая вписываемость в кривые малого радиуса без потери мощности. Экипажная часть, состоящая из поворотных тележек, позволяет строить локомотивы большой длины и использовать их на дорогах со значительными изгибами. Что особенно важно для горных дорог, располагающим многочисленными кривыми малого радиуса, но при этом нуждающимися в значительной мощности для работы на крутых уклонах. Именно это обстоятельство определило столь длительное — в 60 лет — использование паровозов серии Ф системы Ферли в русском Закавказье.

Как недостатки паровозов Ферли, следует рассматривать:
- Тесная будка машиниста является проблемой двойных Ферли — одинарные, благодаря компоновке, характерной для стандартных паровозов, такой проблемой не страдают. Топка (на ранних моделях двойных Ферли) или две топки (на моделях более поздних) загромождают будку машиниста и делят её пополам так, что машинист оказывается в одной половине, а кочегар — в другой. Небольшое пространство, оставленное кочегару, делает заполнение топки углём делом чрезвычайно неудобным, поэтому конструкторы Ферли всё больше тяготеют к установке на локомотивах нефтяного отопления. Машинист, в свою очередь, лишается второго окна для обзора сигналов, и преимущества паровоза, легко движущегося как в одном, так и в другом направлении, в значительной степени сводятся на нет — особенно, на двупутных линиях.
- Рысканье локомотивов на прямых участках и неспокойный ход. Тележки паровозов Ферли — независимы, то есть не связаны между собою тягами и возвратными устройствами. Кроме того, на первых экземплярах они не были оборудованы противовесами, что приводило к их значительному раскачиванию на высоких скоростях. Всё это обусловило появление эффекта рысканья, особенно заметного при движении по прямым участкам пути — корпус паровоза отклоняло от траектории то в одну сторону, то в другую. Особенно явно этот недостаток дал о себе знать на линии «Denver, South Park and Pacific Railroad» в Соединенных Штатах, когда выяснилось, что Ферли своим неспокойным ходом приводили к гораздо более раннему износу пути и колёсных пар, нежели изначально предполагалось.
- Негерметичность гибких паропроводов между котлами и рабочими цилиндрами, которая приводила к более или менее значительной потере рабочего пара. Проблему удалось решить к началу XX столетия путём установки подвижных сферических колен: уже в 1909 г. инженеры «Beyer, Peacock and Company» приезжали на Фестиниогскую дорогу и осматривали рабочие Ферли, чтобы применить полученный опыт при постройке паровозов системы Гарратта[9], — но окончательно избавиться от утечек так и не удалось.

## Модифицированный Ферли
«Модифицированный Ферли» — ещё один тип паровоза, в названии которого использовали имя Ферли. Это было обусловлено не схожестью локомотивов этого типа с локомотивами Ферли — машины явились, скорее, модифицированными Мейерами: при наличии не двух, а одного котла, обе тележки экипажной части были ведущими, — а патентной войной, начатой компанией Beyer-Peacock. Компания защитила патентами Гарратты, поставляемые ею на Южно-Африканскую железную дорогу, и другие производители не решались ни строить, ни продавать паровозы этой конструкции. Выход из положения был найден английской «North British Locomotive Works», которая разработала и выпустила паровозы во всём идентичные Гарраттам, с единственным исключением — угольный ящик и танк с водой располагались не на тележках, а монтировались на жёсткой раме. У компании был патент Ферли и, назвав получившившийся локомотив «Модифицированным Ферли», она счастливо избежала любых ограничений, накладываемых патентным законодательством.
 Модифицированные Ферли начали поступать в Южную Африку в 1924 г. За четыре года железные дороги ЮАР получили 16 паровозов, которые были разделены на три класса: FC, FD (производитель «North British Locomotive Works») и HF (Henschel Fairlie — Ферли Геншеля). За счёт перегруженности жёсткой рамы, локомотивы оказались слишком тяжелы для шкворней поворотных тележек, что приводило к их быстрому износу и частым поломкам. Гарратты аналогичных классов такой проблемы не знали, но тем не менее, модифицированные Ферли классов FD и HF прослужили долго и были отстранены от поездной службы только в 50-х гг. — всего на 10 лет раньше Гарраттов.

## Ферли сегодня
Из русских Ферли до настоящего времени не дожил ни один, хотя по некоторым данным ещё в 1940 г. на Закавказской дороге числились 6 паровозов серии Ф. По всей видимости, уже тогда их держали в резерве, а затем разрезали и отправили на переплавку из-за общего дефицита металла, обусловленного военными событиями.

### Рабочие паровозы
Рабочие Ферли, продолжающие водить поезда, остались только в Великобритании и Соединённых Штатах. Английские Ферли — и двойные, и одинарные — обслуживают Фестиниогскую железную дорогу. В 1946 г. на дороге прекратилось всяческое движение и она была заброшена, но не закрыта официально — не было соответствующего парламентского акта. В июне 1954 г. дорога сменила владельцев — её купила группа железнодорожных энтузиастов во главе с Аланом Френсисом Пиглером (Alan Francis Pegler), — восстанавливалась и уже в ноябре того же 1954 г. открылась для движения, но пока только служебных поездов. Пассажирское движение началось через год, в июле 1955 г., а первый Ферли — «Тальесин» (Taliesin), двойной, с нефтяным отоплением — вышел на линию 4 сентября.
История этого локомотива необычна — он несколько раз менял название. При постройке в 1886 г. паровоз назвали «Ливингстон Томпсон» (Livingston Thompson) в честь председателя правления Фестиниогской дороги, дольше других занимавшего это место. С 1955 по 1961 г. локомотив работает на той же Фестиниогской линии под именем «Тальесин», после чего получает новое имя — «Граф Мерионетский» (Earl Of Merioneth). В 1988 г. паровозу вернули первоначальное название, под которым он успел побыть экспонатом Британского Национального железнодорожного музея в Йорке и вернуться в 2004 г. обратно на Фестиниогскую дорогу — водить пассажирские поезда.
Старейшим двойным Ферли на Фестиниогской дороге и, соответственно, старейшим паровозом этого типа в мире является «Merddin Emrys» (Merddin Emrys — валлийское произношение имени Мерлина). Он построен в 1879 г. железнодорожными мастерскими Фестиниогской дороги, что расположены возле станции Бостон-Лодж (Boston Lodge). Там же его ремонтировали после вторичного открытия линии, и оттуда он вышел на работу в апреле 1961 г. В 1973 локомотив перевели с изначального угольного отопления на нефтяное, а в 2007 г. — обратно.
Самыми молодыми двойными Ферли в мире являются паровозы «Граф Мерионетский», построенный в 1979 г. и получивший название от нынешнего «Ливингстона Томпсона», и «Девид Ллойд Джордж» (David Lloyd George), вышедший из ворот Бостон-Лодж в 1992 г. Оба паровоза отапливают нефтью.
Однако старшинство среди рабочих Ферли принадлежит не двойному, а одинарному Ферли — Ферли Мейсона. Этот локомотив, названный «Torch Lake», построен в 1873 г. и по сию пору водит летние туристические поезда в Greenfield Village в штате Техас. Здесь, к северу от Хьюстона, располагается филиал Музея Генри Форда, территория которого считается в США национальным историческим памятником. Вторым по старшинству действующим одинарным Ферли является британский «Тальесин», изначально построенный в 1876 г. Современный «Тальесин» является реконструкцией прежнего, произведённой в мастерских Бостон-Лодж с использованием сохранившихся частей отстранённого в 1932 г. от поездной работы локомотива.

### Экспонаты
В Германии, Сербии и Новой Зеландии двойные Ферли сохранились в виде музейных экспонатов. В Новой Зеландии известно о двух из них. Первый — паровоз «Жозефина» английской постройки 1872 г. Это Ферли новозеландского E класса, служивший на портовой ветке в Отаго, а после снятия Ферли с линий в 1906 г. — на металлопрокатных заводах того же города. В 1917 г. его окончательно отставили от работы и хранили до 1926 г., когда косметически отреставрировали и показали на Международной выставке Новой Зеландии и Южных морей. После выставки он утвердился в качестве экспоната в Музее поселенцев Отаго, где пребывает и поныне. Еще один экземпляр новозеландского Ферли E класса выставлен в «Ferrymead Heritage Park», что разбит близ Крайстчерча. Этот паровоз даже потенциально в нерабочем состоянии, ибо цилиндры с него сняты.
В Германии сохранили саксонский двойной Ферли класса I M и французский Пешо-Бурдон американской постройки. Из двух саксонских Ферли один разрезали на металл в 1963 г., а второй решили сделать памятником и установить на вокзале Клингенталя. Однако этого не произошло: паровоз восстановили, передали в Дрезденский музей транспорта, экспонировали на Лейпцигской ярмарке весной 1974 г., а затем в течение почти 20 лет — из-за отсутствия музейных площадей — хранили в запасниках. В 1999 г. локомотив наконец занял своё место на музейном вокзале в Оберхайнсдорфе близ Хемница.
Пешо-Бурдон был выпущен заводами Балдвин в 1916 г. и обслуживал французскую армию на протяжении Первой мировой войны. После неё, с 1930-х г., работал на Линии Мажино в качестве крепостного локомотива, то есть выполнял ровно те функции, к которым был изначально приспособлен. В 1939 г., после занятия Франции немецкими войсками, Пешо-Бурдон — теперь уже трофейный — перевезли в Германию и использовали на узкоколейных дорогах Саксонии. Здесь он застал 1945 г. и был направлен на специально организованные железные дороги по вывозу мусора и обломков из разрушенных немецких городов — в Магдебург. После восстановления Магдебурга паровоз служил до 1955 г., когда его отстранили от работы и в 1958 г. как экспонат установили в Дрезденском транспортном музее.
Ещё один сохранившийся экземпляр Пешо-Бурдона находится в Сербии в городе Пожега.